# Czerwony smok (film)

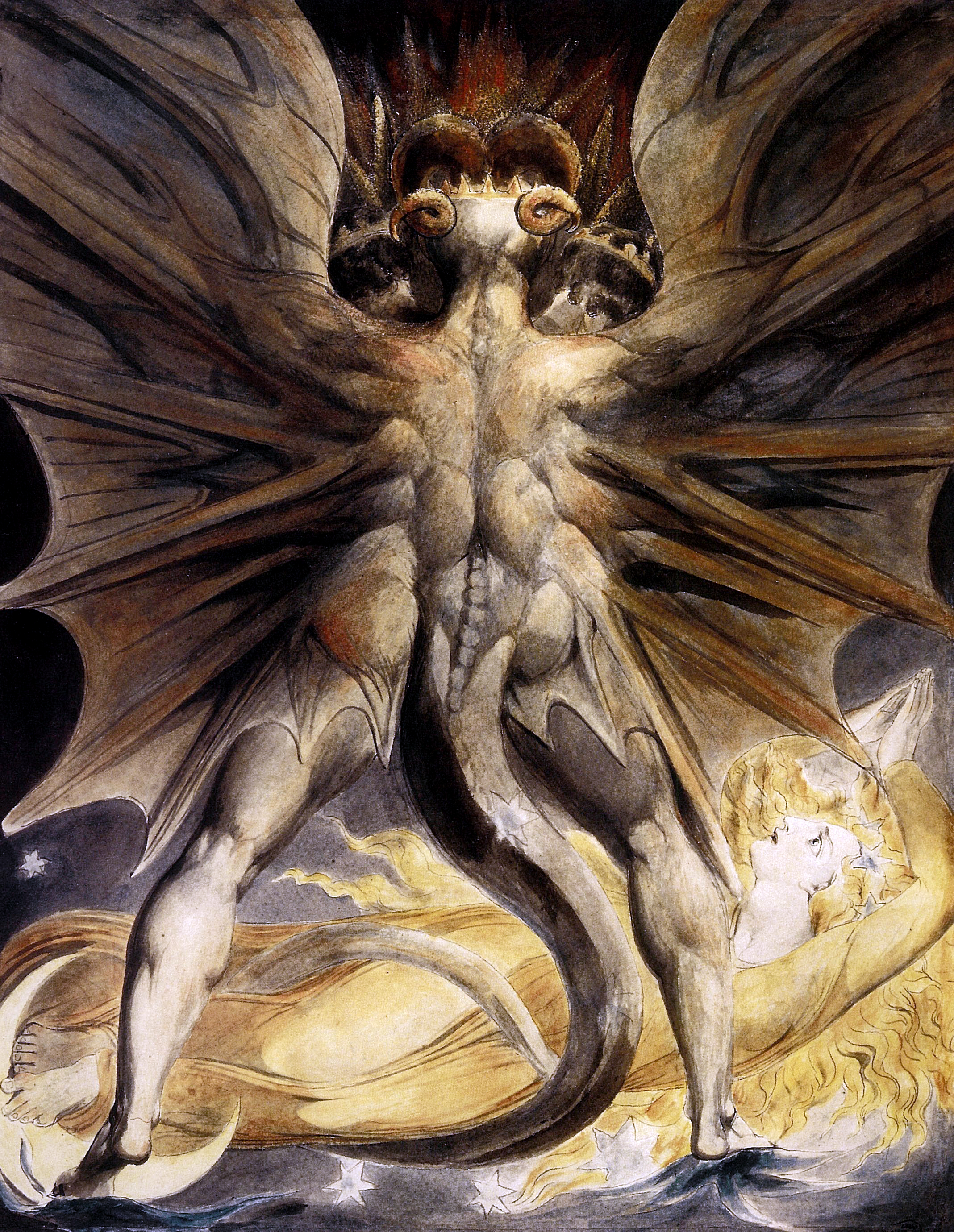
Tytułowy czerwony smok

Czerwony smok (ang. Red Dragon) – amerykański thriller psychologiczny, wyreżyserowany przez Bretta Ratnera na podstawie powieści Czerwony smok Thomasa Harrisa.

## Fabuła
Agent FBI Will Graham zajmuje się sprawą seryjnego zabójcy nazywanego Zębową Wróżką (Tooth Fairy), który uważa siebie za Czerwonego Smoka (Red Dragon).
O pomoc w rozwiązaniu tej sprawy Graham zwraca się do swojego największego wroga: niezwykle inteligentnego, zwyrodniałego przestępcy – doktora Hannibala Lectera, który kilka lat wstecz omal nie pozbawił go życia. Wkrótce okazuje się, że Ząbek otrzymuje całkiem poufne informacje na temat Grahama i jego rodziny, najprawdopodobniej od doktora Lectera.

## Główne role
- Anthony Hopkins – dr Hannibal Lecter
- Edward Norton – Will Graham
- Ralph Fiennes – Francis Dolarhyde
- Harvey Keitel – Jack Crawford
- Emily Watson – Reba McClane
- Mary-Louise Parker – Molly Graham
- Philip Seymour Hoffman – Freddy Lounds
- Anthony Heald – dr Frederick Chilton
- Ken Leung – Lloyd Bowman
- Frankie Faison – Barney Matthews
- Tyler Patrick Jones – Josh Graham

## Nominacje
Nagrody Saturn 2002
- Najlepszy film akcji/przygodowy/thriller
- Najlepszy aktor drugoplanowy – Ralph Fiennes
- Najlepsza aktorka drugoplanowa – Emily Watson